# Villáminterjú
A villáminterjú egy pszichometrikus módszeren (Language and Behavior Profile, LAB Profile) alapuló munkavállalókiválasztás-technikai eszköz, melynek lényeges eleme a lebonyolításának rövidsége (10 kérdés, 15 perc) és az, hogy ez egy beszélgetés formájában zajlik. A villáminterjú a munkaerő kiválasztással, munkaerő toborzással foglalkozó szakemberek (HR) körében szakkifejezésként ismert. A villáminterjú lényege az, hogy ahogyan megfogalmazza az interjúalany a kérdéseinkre adott válaszát, az elárulja a gondolkodásmódját, ebből pedig következtetni lehet az adott kontextusban várható viselkedésére. Segítségével meghatározható, hogy az egyént mi motiválja, illetve demotiválja; hogyan dolgozza fel az információt; milyen humán környezetben dolgozik a leghatékonyabban; hogyan hoz döntéseket.
A villáminterjú alapja a LAB Profile. A LAB Profile egy kognitív pszichológiai alapokon nyugvó tudományosan kidolgozott eszköz, amellyel a természetes beszéd nyelvi struktúrája és a viselkedés korrelációja alapján lehet következtetni a vizsgált személy motivációs- és környezeti- igény jellemzőire, bármely kontextusban.
A LAB Profile felvételekor  - villáminterjúztatáskor - az a lényeges tényező, hogy az illető hogyan válaszol, és nem a válasz aktuális tartalma. Ez azt is jelenti, hogy ha nem a kérdésre (vagy egyáltalán nem) kapunk választ, az egyes gondolkodási minták akkor is meghatározhatók. 
A villáminterjú hatékony kiválasztástechnikai eszköz, amely azonban nem helyettesíti az egyéb kiválasztási módszereket, eszközöket, hanem inkább kiegészíti azokat. Nem vizsgálja jelölt tárgyi tudását, személyiségét, képességeit és kompetenciáit sem.